# Reisgitaar
Een reisgitaar is een gitaar die gebouwd is met het doel het instrument mee op reis te nemen.
Voor het vervoer van gewone gitaren bestaan reeds speciale gitaartassen en andere voorzieningen, maar het is vooral in de luchtvaart een probleem dat gitaren die worden geladen in de laadruimen beschadigd worden afgeleverd. Om dit probleem op te vangen doet zich een ontwikkeling voor in reisspecifieke instrumenten. Reisgitaren zijn te vinden in gitaarwinkels en op online marktplaatsen.

## Kenmerken van de reisgitaar
De reisgitaar wordt vooral gekenmerkt door de ingekorte lengte van het instrument. Veelal wordt door de bouwer de mensuur ingekort om de lengte te beïnvloeden. Slechts enkele gitaarbouwers hebben een vol mensuur behouden en toch het instrument effectief korter kunnen maken. Andere instrumentenmakers hebben gekozen voor demontabele of inklapbare onderdelen, zoals een demontabele body, demontabele hals, ingekorte mensuur of andere oplossingen.

## Reisgitaar bouwers
Traveler Guitar (alle modellen vol mensuur)
SoloEtte 
Vagabond
Chiquita
Miranda
Stewart Guitars
go-guitars
Fender TG4 (akoestisch, ingekort mensuur)
Washburn B52SW (akoestisch, ingekort mensuur)